# TV Tokyo
TV Tokyo Corporation (eller TX) (株式会社テレビ東京, Kabushiki Gaisha Terebi Tōkyō) är en TV-kanal med huvudkontor i Tokyo, Japan. Är även känt som "Teleto" (テレ東, Teretō). Det är nyckelstationen i TXN (TX Network). Företagets huvudägare är Nihon Keizai Shimbun. TV Tokyo började sända den 12 april 1964 är för tillfället den minsta av de större kanalerna i Tokyo, och är känt för sitt utbud av anime.

## Progams of Kids
- Backyardigans
- Oddbods
- Rob o Robô
- O Incrível Mundo de Gumball
- Tom e Jerry
- Duelo Xiaolin
- Calimero
- Manda Chuva
- Looney Tunes
- Max & Ruby
- Doki
- Jelly Jamm